# Bubnów (rejon włodzimierski)
Bubnów (ukr. Бубнів) – wieś na Ukrainie na terenie rejonu włodzimierskiego w obwodzie wołyńskim, liczy 612 mieszkańców.
W pobliżu znajduje się przystanek kolejowy Bubnów, położony na linii Lwów – Sapieżanka – Kowel.